# 龍馬 (小惑星)
龍馬（りょうま、2835 Ryoma）は小惑星帯に位置する小惑星である。関勉が高知県芸西村の高知県立芸西天文学習館で発見した。
土佐出身の幕末の志士、坂本龍馬に因んで名付けられた。